# 20243 Den Bosch
20243 Den Bosch è un asteroide della fascia principale. Scoperto nel 1998, presenta un'orbita caratterizzata da un semiasse maggiore pari a 2,3378264 UA e da un'eccentricità di 0,2184476, inclinata di 11,46610° rispetto all'eclittica. Prende il nome dalla città nederlandese di 's-Hertogenbosch (comunemente abbreviata in Den Bosch), capoluogo del Brabante Settentrionale.